# Branč (okres Nitra)
Branč je slovenská obec v okrese Nitra. Žije v ní přibližně 2 200 obyvatel. V obci stojí římskokatolický kostel Panny Marie ze 17. století.

## Historie
První písemná zmínka o vesnici pochází z roku 1156 (v té době jako Brencu). Na místě vsi se nacházelo neolitické sídliště a komplex sídliště s pohřebištěm z doby bronzové.
O etymologii se vedou spory, ale původní tvar byl Branč (s pozdější změnou ra na re). Od 12. století vesnice byla součástí královského majetku.
Nedaleko obce dlouho stával stejnojmenný hrad (neplést s hradem Branč v Podbranči), který je poprvé připomínán ve 13. století.

## Galerie

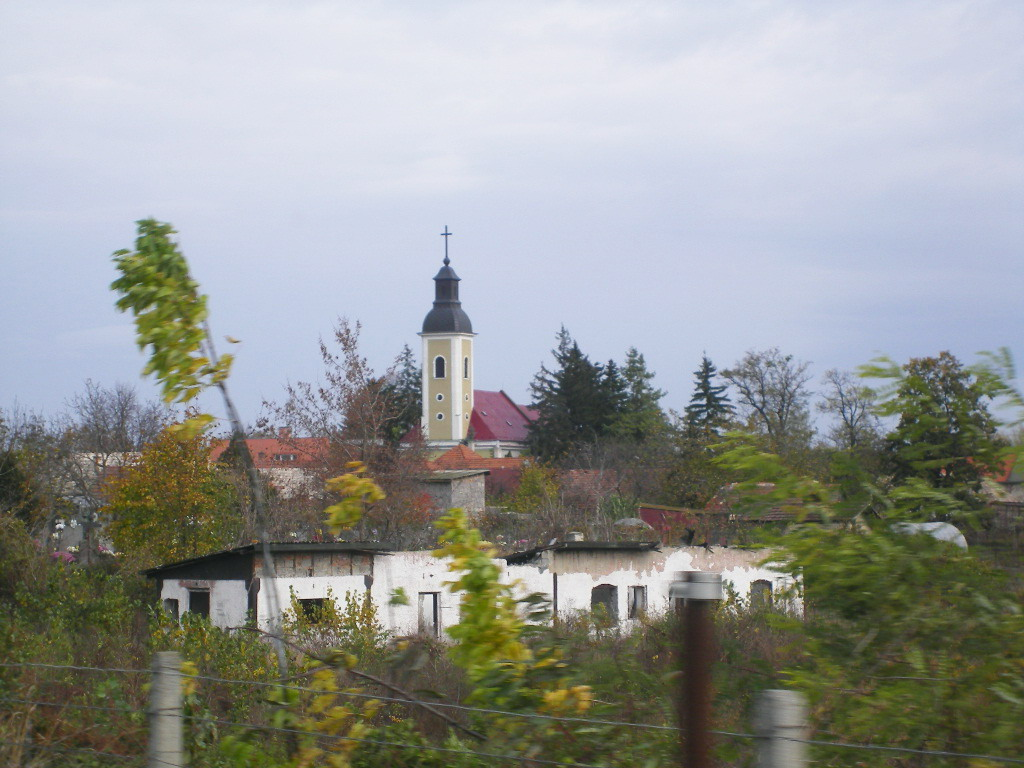
Kostel
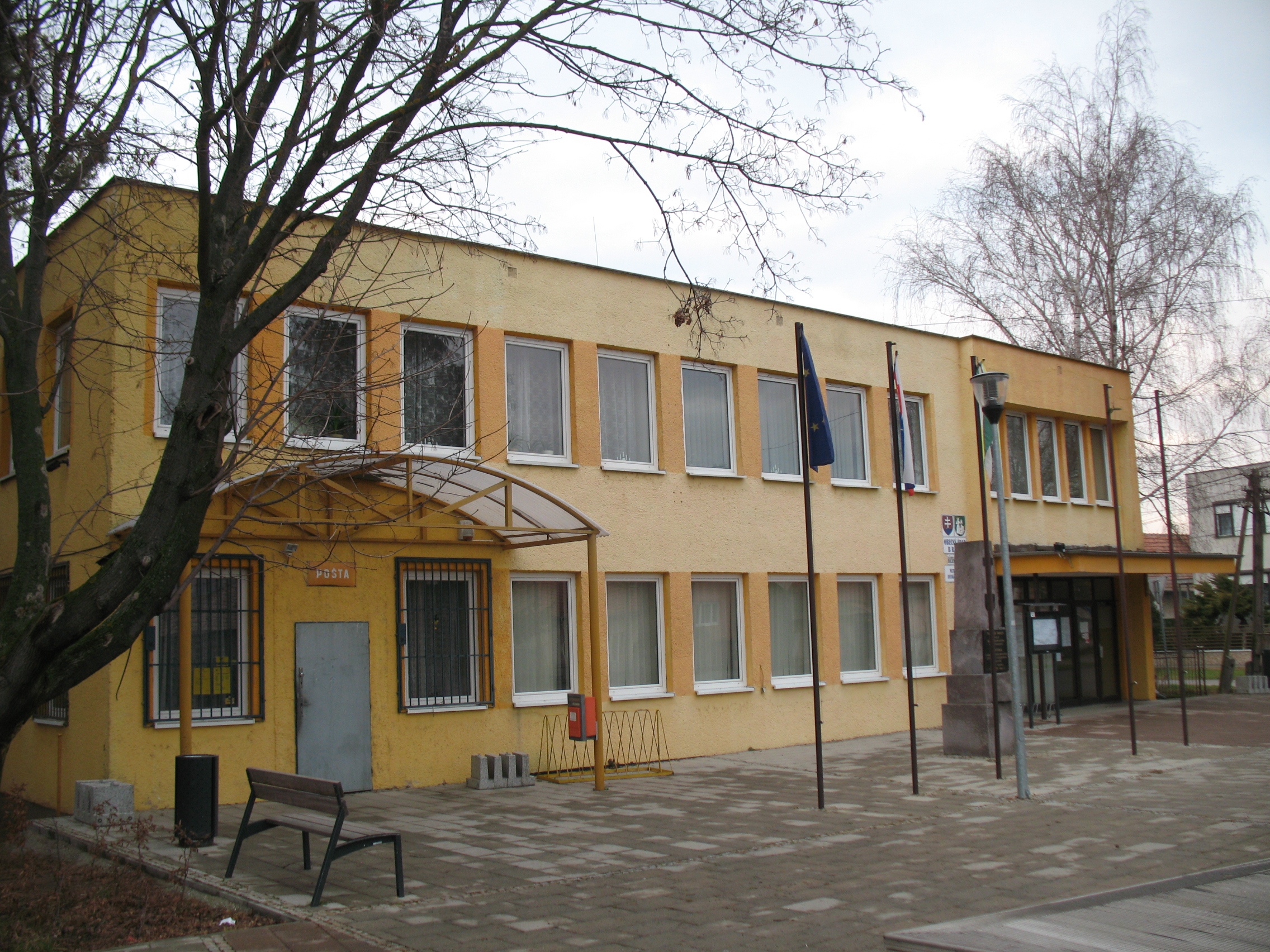
Obecní síň
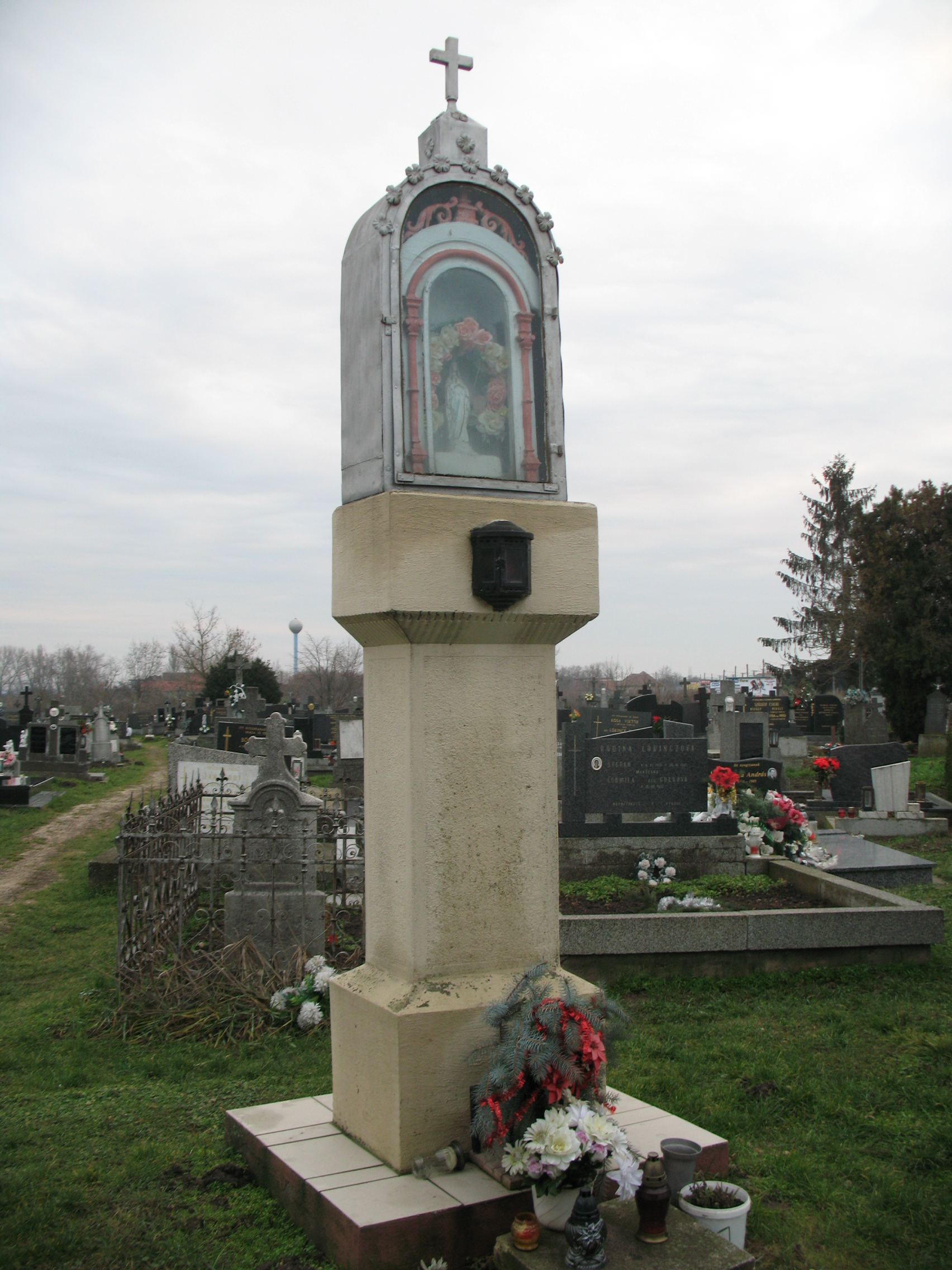
Hřbitov
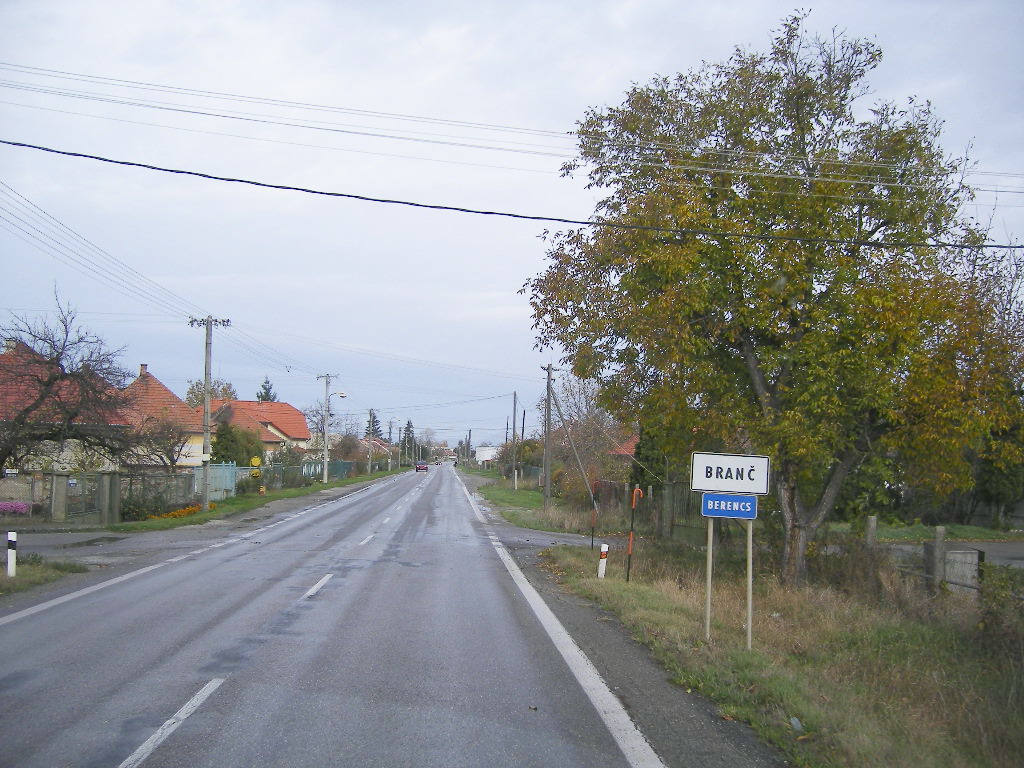
Vstup do obce